# Акыш, Али
Али Акыш (Алиулла Хисаметдинович Агишев; тат. Али Акыш; 14 января 1918, Хайлар — 17 июля 2011, Анкара) — татарский, турецкий и немецкий журналист, писатель

, общественный и политический деятель.

## Биография
Родился 1 января 1918 года в татарской общине города Хайлар в Северной Маньчжурии. Мать — Латыйфа, отец — Хисамутдин, выходцы из деревни Татарские Юнки Усть-Рахмановской волости Пензенской губернии.
После окончания татарской начальной школы, Али учился в русской гимназии. В 1934 году случайно услышал выступление лидера татарской эмиграции Гаяза Исхаки перед татарской общиной города, которое оказало неизгладимое впечатление на юного Али. С 1936 года Али Акыш обучался в университете Аль-Азхар в Каире. В 1938 году посетил Варшаву, где лично познакомился с Гаязом Исхаки и под его влиянием зажёгся идеей служения своему народу. В 1940 году переехал в Турцию, где получил высшее образование и начал свою карьеру журналиста и общественного деятеля. В 1963 году в Анкаре вышла в свет его первая книга «Idel-Ural Dagvasi hem Sovet Imperializmi» (Проблема Идель-Урала и советский империализм). Книга была недоступной для читателей в СССР, но вызвала гневную реакцию партийных руководителей Татарстана. В ответ на его книгу, в 1971 году в Казани вышла брошюра доктора философских наук Камиля Фасеева «На путях пролетарского интернационализма», в которой Али Акыш обвиняется в «буржуазном национализме». Чуть позже, в 1977 году в Казани вышла книга под редакцией председателя Верховного Совета ТАССР Салиха Батыева и доктора исторических наук Мидхата Абдуллина «Татарская АССР: реальность и буржуазные мифы», в которой также подвергается резкой критике.
По приглашению руководства татаро-башкирской службы радиостанции «Свобода», Али Акыш в 1966 году переехал в Мюнхен (Германия) и начал работать на радиостанции в качестве журналиста и редактора. В течение 17 лет работал на радио.
В 1985 году в  Стамбуле вышла в свет ещё одна его книга — «Idel-Ural Horriyat Mocagalese» (Борьба за независимость Идель-Урала). Примерно в это же время был избран почётным президентом Всемирной лиги татар.
В 1990 году Али Акыш впервые посетил Казань и привёз с собой купленный на собственные деньги компьютер, который он подарил одной из татарских общественных организаций республики.
В 1994 году, прочитав книгу «Последний бросок на Юг» Владимира Жириновского, написал статью о русском националисте и его анти-турецких взглядах для турецкой газеты «Milliyet». Статья получила широкий резонанс среди турецкой общественности и стала одной из первых публикаций подобного рода в Турции.
Али Акыш владел русским, татарским, турецким, немецким и английским языками, автор ряда книг и более 60 статей на русском, татарском и турецком языках.
После смерти своей жены Зарифы-ханум, Али Акыш вернулся из Германии в Турцию, где и провёл последние годы своей жизни.
Его старший брат Газиз и одна из младших сестёр Фарида скончались, а младшие сёстры Сагыйда и Нажия живут в городе Анкара.

## Память
Именем Али Акыша был назван один из татарских лицеев города Набережные Челны, Татарстан.

## Сочинения
- Гаяз Исхакый: Идел-Урал милли азатлык хәрәкәтенең бөек юлбашчысы // Казан утлары. 1994. № 2.
- Татарстанның җиде мөһим адымы турында // Татарстан яшьләре. 1994. 12 февр.
- Исемдә калганнар // Идел. 2000. № 1-2.
- İdil-Ural Davası ve Sovyet Emperyalizmi. Ankara, 1963.
- İdil- Ural’da Hürriyet Mücadelesi. Ist., 1985.
- Aklımda kalanlar: Hatıralar-Konuşmalar. Ankara, 2002.